# 薛況
薛況（せつ きょう）は、古代中国の前漢時代、紀元前1世紀末から紀元1世紀初めの人である。生年不明、没年は元始3年（3年）。右曹侍郎。父は薛宣。兄弟に薛恵がいる。

## 宮門外の襲撃事件
父の薛宣は、丞相・高陽侯に昇りつめてから、失政を成帝に咎められ罷免された。その後、法と制度に詳しいことから高陽侯に復していた。
哀帝が即位した頃（綏和2年、紀元前7年以降）、右曹侍郎の薛況は、給事中の申咸が薛宣の過去の失敗をそしって免職すべきと論じていることを知った。薛況は、食客の楊明に金品を贈り、申咸の顔面に傷を付けるよう求めた。漢では顔に刀傷がある人は官吏になれないという規則があったためである。
中央の官吏の監察をつかさどる司隷校尉が欠員になったとき、申咸が後任になるのではないかと恐れた薛況は、ついに楊明に襲撃を実行させた。楊明は宮門の外で申咸を遮り、鼻と唇を断ち、体に8つの傷を負わせた。
事件を審理した御史中丞の衆らは、宮門の近くで近臣を襲ったのは、庶民の争闘とは異なり、大不敬の罪で棄市（さらし首）にすべきだ、と奏上した。廷尉の龐真は、私事を争った傷害であるから大不敬ではなく、死刑にすべきではないと奏上した。丞相の孔光と大司空の師丹は御史中丞に賛成したが、他は将軍から博士・議郎までみな廷尉を支持した。皇帝は死一等を免じ、薛況を敦煌への流刑にした。父の薛宣は連座して庶民に落とされた。楊明の刑は不明である。

## 義母との密通事件
薛況が服役中に、父の薛宣は東海郡郯県の自宅で死んだ。薛宣の後妻で成帝の娘の敬武長公主は、そのとき都の長安に別居しており、夫を都に近い延陵に葬るよう願い出て、認められた。薛況は葬儀のためひそかに長安に戻っていたが、恩赦があってそのまま留まり、公主と密通した。
公主は哀帝の外戚である丁氏・傅氏と近く、日頃から王莽を批判していた。元寿2年（紀元前1年）に平帝に代替わりして、王莽が外戚となって実権を握っても態度を変えなかった。
元始3年（3年）に呂寛が怪異事件を捏造しようとした事件をとらえ、王莽は政敵の一掃にとりかかった。王莽は、呂寛と親しかった薛況を取り調べさせ、密通の罪を暴かせた。使者に毒を持たせ、太皇太后（王政君）の詔だと嘘を言わせ、敬武長公主をむりやり自害させた。薛況は市で首をさらされた。
敬武長公主が当時相当に高齢であったことから、薛況との密通はでっち上げではないかと疑う説がある。